# Радимов, Павел Александрович

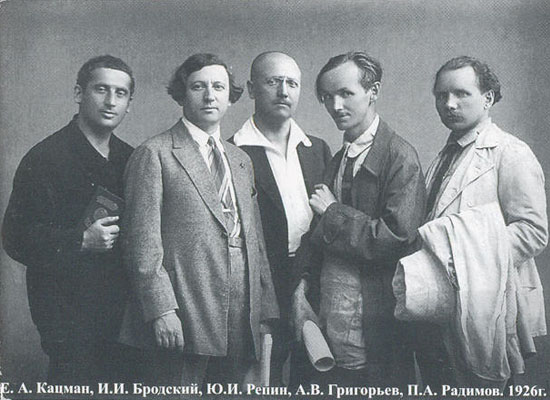
Верхушка АХРР, 1926 год

Павел Александрович Радимов (11 сентября 1887 или 9 сентября 1887, Ходяйново, Зарайский уезд, Рязанская губерния, Российская империя — 12 февраля 1967, Хотьково, Московская область, РСФСР, СССР) — русский советский «крестьянский поэт» и художник, последний председатель Товарищества передвижников и первый председатель Ассоциации художников революционной России (АХРР) в 1922 и 1927—1932 годах, а также последний председатель ВСП (Всероссийский союз поэтов) — организации, просуществовавшей до 1929 года.
Самой запоминающейся чертой поэтического творчества писателя стали стихи на крестьянскую тему, написанные гекзаметром; в живописи предпочитал пейзажную тему.

## Биография
Родился в деревне в Рязанской губернии, в семье сельского священника, в избе 90-летнего деда отца Никанора. И прадеды, и отец и дед художника были попами или сельскими дьячками. Вместе с двумя своими братьями получил духовное образование — с 9-ти лет в Зарайском духовном училище и Рязанской семинарии.
О годах ученичества, проведенных в этом заведении, он вспоминал: «Зарайск! Туда возил меня зимней дорогой, за двадцать пять вёрст, серый мерин… Летом на широкой телеге, на жёсткой дерюге, накрывавшей мешки ржи, приезжал я на постоялый двор… где пил чай с изюменным ситным. Потом с мешком и сундуком, где лежало бельё, шерстяные чулки и материны пышки, отец провожал меня в кремль, в каменное двухэтажное здание училища. Там я должен был жить восемь месяцев в году и получать знания».
Всякая дрянь напихалася за день в большую лоханку:

Тут кожура огурцов, корки, заплесневший хлеб;

В жёлтых помоях из щей, образуемых с мыльной водою,

Плавает корнем наверх вялый обмусленный лук;

Рядом лежит скорлупа и ошмётки от старой подошвы,

Сильно намокнув в воде, медленно идут ко дну.

Всклянь налилася лоханка, пора выносить поросятам, —

В тёмном они котухе подняли жалобный визг.

Старая бабка Аксинья, в подтыканной кверху понёве,

Взявши за ушки лохань и, поднатужась, несёт.

Вылила вкусное пойло она поросятам в корыто.

Чавкают, грузно сопят, к бабе хвосты обратив. 
Отказавшись принять сан, в революционный 1905 год он без паспорта отправляется в Москву, где решает поступить в Московское училище живописи, ваяния и зодчества. Берёт уроки в студии Большакова. Но в итоге в 1906 году поступает на филологический факультет Казанского университета (в столичные университеты семинаристов не принимали), который заканчивает в 1911 году с дипломной работой о Гомере («Гомер в произведениях греческих художников»). Одновременно учился живописи, брал уроки у Н. И. Фешина. С 1908 года выступает как художник.
В 1912 году вышла первая книга стихов «Полевые псалмы», отмеченная как многообещающая; вторая книжка Радимова — «Земная риза» в целом разочаровала критиков. Он встал в число крестьянских поэтов, его стихи читают вместе с Есениным и Клюевым. В 1914 году вышел сборник гекзаметров «Попиада». В 1914—1916 гг. — сотрудник газеты «Сибирская жизнь» и журнала «Сибирский студент».
С 1911 года принят экспонентом в Товарищество передвижников (дебютируя на 39-й выставке), а в 1914 году становится его членом по рекомендации Поленова и Репина за картину «Старый мезонин». Преподавал историю искусства в Казанской художественной школе.
В 1917 году в Казани заведывал отделом искусств Наркомпроса Татарии. Активно включился в культурно-агитационную работу, продолжая параллельно заниматься поэзией и живописью. В 1918 году избран главой товарищества передвижников.
В 1921 году П.Радимов приезжает с выставкой своих работ в Москву, а в 1922 году совместно с художниками Григорьевым и Наумовым принимает участие в организации АХРРа. В конце 20-х годов XX века преподаёт в Училище памяти 1905 года.
В 1922 г. выпустил сборник стихов «Деревня». Избирался председателем Всероссийского Союза поэтов, работал в Кремле, дружил с Луначарским, Ворошиловым и Буденным, а также с Есениным, своим земляком. В 1926 году с делегацией художников он едет в Финляндию к Репину. В Пенатах создаёт портрет Репина (он хранится в Третьяковской галерее).

«Парад на Красной площади», 1948 год

Со временем Радимов попал под кампанию «раскулачивания кулацких поэтов», после чего «переключился на пейзажно-описательную лирику с элементами социалистической бутафории (красный флаг на дугах телеги и проч.)». В последующие годы работал преимущественно в области живописи. Много путешествовал по Советскому Союзу, писал об увиденных краях стихи и картины.
С 1930-х годов поселился в Хотьково, где много рисовал, а позже — в Ново-Абрамцевском посёлке, где жил с 1932 года. В 1957 году открыл в Абрамцеве народную выставку «для свободного и бесплатного посещения всех, кто любит искусство».
Скончался в своём доме в Хотькове 12 февраля 1967 года. Похоронен на Хотьковском кладбище Сергиево-Посадского района. Перезахоронен на Введенском кладбище (1 уч.).

### Семья
Брат: Иван Александрович Радимов — академик живописи. В статье приведена его картина из собрания музея «Зарайский кремль», названная здесь «Парад Победы». На самом деле картина называется «Конница Белова в Зарайске».
Дети:
- Татьяна Павловна Радимова (1916—2000) — художница, живописец, заслуженный работник культуры России, член МОСХа. Училась у отца в МГХИ им. В. И. Сурикова до 1941 г. Писала пейзажи и стихи. Автор книги о своем отце.
- Мария Павловна Радимова (р.1915) — дочь художницы Марии Медведевой (дочери художника Григория Медведева), замужем за Константином Павловичем, художница-пейзажист.
- Сергей Павлович Радимов

## Характеристика живописи

«Улица в Казани», 1929 год

Его первые живописные работы, рассказывающие о Казани и Казанской губернии, регулярно начали появляться с 1908 года («Окраина Казани», 1908; «Суконная слобода в Казани. Зима», 1910; «Рыбный базар в Казани», 1911; «Пожарная каланча в Казани», 1917; и проч.). В первые десятилетия своей работы изображал преимущественно избушки и «огороды затихших глухих деревень».
Был членом Товарищества передвижников и последним его председателем — темы и стиль этого направления заметны в его работах. Когда в 1918 году скончался председатель Товарищества передвижных выставок Н. Н. Дубовской, Радимов был избран председателем Товарищества, добился в 1922 году организации 47-й выставки передвижников.
В связи с закрытием 47-й выставки передижников он выступил с докладом на, казалось бы, непритязательную тему «Об отражении быта в искусстве». Этот доклад, встреченный бешеными атаками всего «левого» фронта, способствовал организации советской Ассоциации художников революционной России (АХРР). Как гласит каталог выставки АХРРа 1933 года: «В 1922 г. на 47-й передвижной выставке выступил с докладом о реалистическом искусстве, отражающем советский быт. Доклад послужил началом большого советского общественного художественного движения, оформившегося в виде АХРР (Ассоциация художников революционной России)». В 1922 году Радимов вошел в АХРР.
Уже в 1922 году Радимов в составе первой небольшой бригады советских художников-реалистов отправляется с этюдником на заводские зарисовки и пишет литейный цех. Как художник присутствовал на партийных съездах, делая наброски к портретам вождей, создал картины «Заседание в Кремле», «Выступление Троцкого на II конгрессе Коминтерна». Ему отведена мастерская в Кремле, вместе с его другом Евгением Кацманом, секретарем АХРРа, и Давидом Штеренбергом. Он делает наброски заседаний съездов, участников III конгресса Коминтерна, много этюдов старого и обновленного Кремля. Способствовал возведению Дома Художников на Масловке.
В 1928 году на юбилейной выставке 10-летия Красной Армии (10-я выставка АХРР — «10 лет РККА»), одним из организаторов которой он стал, Радимов выставляет большую картину на историко-революционную тему «Люди в рогожах» (баржа с революционерами-смертниками, спасенными из белогвардейского плена — знаменитая баржа Колчака в Сарапуле), позднее выставленную в центральном зале Советского павильона в Венеции.

Радимов в старости, Хотьково

После «кампании раскулачивания кулацких поэтов» занимается практически одной живописью. Организует Московский областной союз художников, избирается его первым председателем. Не усердствует в тематике социалистического реализма, введённого АХРРом, предпочитая пейзаж.
После революции появляются циклы пейзажных работ Радимова, посвященные Башкирии, Чувашии, Марийской земле, Средней Азии и, наконец, средней полосе России и Подмосковью.
Последняя персональная прижизненная выставка художника прошла в Москве в 1962 году и была посвящена его 75-летию. В 2005 году галерея «Золотой плес» демонстрировала выставку «Павел Радимов. Передвижник и поэт» в Каминном зале Дома журналиста (Москва). В 2007 году в Казани состоялась посмертная выставка к 120-летию со дня рождения.

## Характеристика поэзии
Виден весь двор мужика Агафона: омшанник, закуты

Для лошадей и коров, с дверцами все, катухи.

Овцы глядятся гурьбою сквозь дранки набитой решетки,

Мордою мерин гнедой ткнулся в телегу. Об ось

Чешет заржавленный бок отлежавшийся за зиму боров.

Куры в соломе клюют выбитый колос пустой.

К ним воробьи налетели, просыпались стаей с застрехи,

Подняли щебет такой, что и скворцу не стерпеть,

Он лишь с вчерашнего дня домовничает в новой скворешне,

Хитрый резьбой Агафон вывел над нею князек,

Полочку вместо крылечка приделал и прутик засунул,

Поднял на длинном шесте певчему гостю жилье.

«Эк заливается птица!» — промолвил хозяйке хозяин, —

«Значит, весна напрямки к нам на деревню пришла».

Баба, помои плеснув и поневу спустив над коленкой,

Поторопилась быстрей с шайкою в избу войти.

А Агафон, засучив рукава, что есть силы ударил

Вилами в жирный навоз, пласт отрывая сырой. 
До революции был близок к кругу акмеистов, в 1920-е годы — «новокрестьянских» поэтов и Есенину. В 1922 году перевёл с татарского языка произведения Ф.Бурнаша, Г.Губайдуллина, Г.Ибрагимова, А.Камала, А.Тукаева (сказка «Шурале») и др.
Как отмечает «Литературная энциклопедия» (1929-39): «ранние стихи Радимова характерны, с одной стороны, пантеистически окрашенными мотивами („Полевые псалмы“), а с другой — мотивами, близко соприкасающимися с тем течением в акмеизме, которое представлено дореволюционным творчеством Нарбута и Зенкевича. Радимов в ряде стихов создает настоящие гимны плоти, рисует образы „зверья первозданного“, первобытного человека с его буйными и примитивными инстинктами самца, хищника, охотника. Но уже со второй книги в творчестве Радимова появляется тема русской деревни, ставшая центральной и основной для него. Его деревенские стихи описательны и статичны; натуралистически выписанная деталь выдвигается на первый план: „Вымя, нагрубшее за день, корова несет над землею, низко, как полный сосуд, капли на сосках дрожат“».
Исследователи отмечают: «В дальнейшем Радимов часто эксплуатировал найденный им прием: бытовые картинки русского села, описанные торжественным „античным“ размером, давали эффект неожиданной современной стилизации „Трудов и дней“ Гесиода». Позже стихи были собраны им в единую книгу, в разном объёме выходившую несколькими изданиями (Казань, 1922; Ревель, 1923; Берлин, 1923; Москва, 1924 и 1926).
В 1926 году П.Коган ещё писал о нём: «Поэзия Радимова нужная, может быть, самая нужная поэзия в наше время… Революция уперлась в проблему крестьянина», а вскоре Радимов уже попал под «кампанию раскулачивания кулацких поэтов». В 1935 году о нём пишут: «Революционная перестройка деревни после Октября почти не затронута в творчестве Радимова. В созерцательной поэзии …идеализирующей и утверждающей старозаветный деревенский уклад, сказалось влияние кулацких настроений». Его книги «Земное» (изд. 1927) и «Полевые псалмы» (изд. 1912) были запрещены.

### Критика
- Гумилёв:
  - «…его описания оживляет чисторусская, даже народная, лукавая насмешливость… Хорошо читать его длинную поэму в гекзаметрах „Попиаду“, историю только что окончившего семинариста, едущего с отцом по соседним приходам выбирать себе невесту. Ни на минуту не волнует она читателя, но он все время слышит запах травы и лип, внимает стрекозам, благовесту и пристойным речам на букву „о“ и любит всех этих скромных поповен с русыми косами в руку толщиной»[16].
  - Но уже о второй книге Радимова Гумилёв двумя абзацами выше писал: «Мы можем заключить, что имеем дело с поэтом, пожелавшим отмежевать себе небольшую область и дальше её не высовывать носа… Поза, в которой заблагорассудилось застыть Павлу Радимову, это поза человека, благословляющего мир. Это, ещё не плохо! Плохо то, что мир для него облеплен густым слоем сусального золота».[17].
- Маяковский активно не любил Радимова, о чём не раз писал:
  - в прозе: «Форма чаще всего не по росту: или факт совсем затеряется, как блоха в брюках, например, радимовские поросята в его греческих, приспособленных для „Илиад“ пентаметрах, — или факт выпирает из поэтической одежи и делается смешным, вместо величественного»[18].
  - в стихах (см. таб.).

### Издания
- Полевые псалмы. — Казань: Тип. окр. штаба, 1912. — 248, [8] с.
- Земная риза. 2-я кн. стихов. — Казань: Типо-лит. Окр. штаба, 1914. — 197, [12] с.
  - Изд. 2-е. — Казань: Типо-лит. Окр. штаба, 1915. — 195, [12] с.
- Попиада: Поэма. Изд. 3-е. — Казань: б.и., 1922. — 67, [3] с.
- Старик и липа или Отчего по свету пошли медведи : Вотская сказка / Ил. и обл. рис. и резал на линолеуме С. Федотов. — Казань : [Гос. изд-во. Казанское отд.], 1922. — 14 с.
- Деревня. Стихи. — Казань: 2-я Гос. тип., 1922. — 43, [5] с.
- Деревня. Стихи. — Ревель; Берлин: Библиофил, [1923]. — 61, [2] с.
- Деревня: Стихи. — М.: Гиз, [1924]. — 104 с.
- Деревня: Стихи, живопись / со статьями П. С. Когана и В. Н. Перельмана. — М.: Изд-во ассоциации художников рев. России (АХРР), 1926. — 126, [2] с.
- Телега: [Стихи]. — М.: Узел, 1926. — 30, [1] с.
- Земное: [Избранные стихи] / Предисл. Л. Сосновского. — М.: Акц. изд. о-во «Огонек», 1927. — 45 с.
- Картины Подмосковья: Стихи и пейзажи. — М.: Гослитиздат, 1958. — 79 с.
- Край родной: Стихи и рисунки о Подмосковье. — М.: Московский рабочий, 1958. — 63 с.
- Столбовая дорога: Избранное. — М.: Сов. писатель, 1959. — 179 с.
- Ливень: [Стихи и пейзажи]. — М.: Московский рабочий, 1962. — 64 с.
- Стихи пешехода. — М.: Худ. лит., 1968. — 270 с.
- О родном и близком: Воспоминания. — М.: Московский рабочий, 1973. — 157 с.
- Перелески: Стихи. — М.: Сов. писатель, 1973. — 192 с.
- Каталог «Павел Александрович Радимов: Выставка произвед. живописи» / Моск. орг. Союза хужд. РСФСР, Центр. Дом лит-ов — М., 1978 — 26 с : ил. ; 21 см — : [1л.50т.]
- Золотые будни: Стихотворения / [Предисл. Я. Шведова]; худож. С. П. Радимов. — М.: Советская Россия, 1984. — 128 с.
- Избранные стихи / [Предисл. и сост. П. И. Железнова]. — М.: Худож. лит., 1988. — 398, [1] с.